# Болгарская апокрифическая летопись
Болгарская апокрифическая летопись или Сказании Исайи, или Сказании Исайи пророка как он был вознесён ангелом до седьмого неба (болг. Български апокрифен летопис) — оригинальный памятник древнеболгарской литературы, написанный во второй половине XI века.
Последним событием Летописи, которое можно точно датировать, является вторжение печенегов в 1048 году. Это время, когда Болгария находилась под византийским владычеством. Автором памятника, вероятно, был монах, в мировоззрении которого православие переплеталось с богомильством. Источником Летописи послужили тексты и устная традиция. «Первым царём в болгарской земле» выступает некий Слав. Среди правителей, перечисленных в Именнике болгарских ханов, здесь упоминается только хан Аспарух, под именем Испора. Болгары в представлении автора — единый славянский народ. Летопись повествует о болгарских царях (Испор, Изот, Симеон, Селевкий, Константин, Никифор, Гаген), которые строят новые города, проявляют целомудрие и святость (Борис, Пётр, Константин, Василий, «сын Феодоры»), одерживают победы. Болгарам суждено под руководством пророка Исайи заселить «землю Карвунскую», что та «бяша бо опоустела от елинь за 130 леть». Болгары здесь уподобляются евреям, которых увёл в землю обетованную пророк Моисей. Пётр становится первым царём болгар и византийцев. О гибели Первого Болгарского царства от руки Василия II Болгаробойцы автор не осведомлён, описывая царя в положительном свете: «И приеть Василие царьство и погоуби все земли ратние и език погание, яко некы моужь храбрь. Вь дьни Василиа царя много блага быша вь людехь. Пребысть же Василиа вь царьстве си леть 30, ни жени ни греха имее, и благословено бысть царьство его». О смерти Петра Деляна, поднявшего в 1040 году восстание против Византии, в Летописи сказано кратко: «Оусекновень бысть оть иноплеменника».